# Durva számok
A számelmélet területén k-durva számok (rough numbers) olyan pozitív egész számok, melyek prímtényezői nem kisebbek k-nál (Finch-féle meghatározás). A k-durvaság alternatív definíciója megköveteli, hogy a szám összes prímtényezője nagyobb legyen k-nál.

## Példák
1. Minden páratlan pozitív egész szám 3-durva.
2. Minden pozitív egész szám 5-durva, mely kongruens 1-gyel vagy 5-tel mod 6.
3. Minden pozitív egész szám 2-durva, hiszen minden prímtényező nagyobb 1-nél.